# Lamellothyrea descarpentriesi
Lamellothyrea descarpentriesi är en skalbaggsart som beskrevs av Jan Krikken 1980. Lamellothyrea descarpentriesi ingår i släktet Lamellothyrea och familjen Cetoniidae. Inga underarter finns listade i Catalogue of Life.